# Gilbarco Veeder-Root

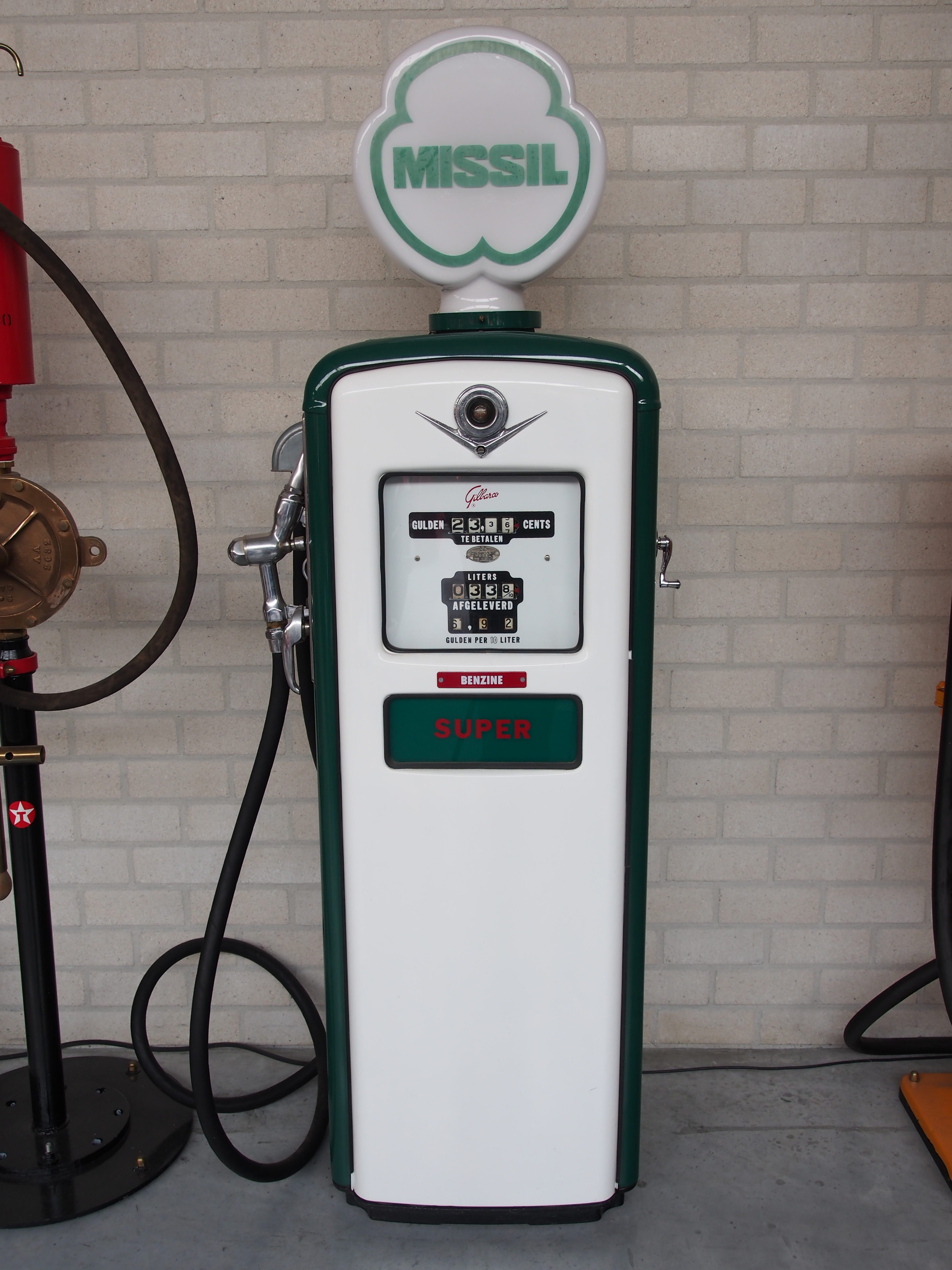
Eine alte Zapfsäule Gilbarcos

Gilbarco Inc., bekannt unter dem Markennamen Gilbarco Veeder-Root, ist ein US-amerikanischer Maschinenbauer, der sich auf die Ausrüstung von Tankstellen spezialisiert hat. Gilbarco Veeder-Root ist eine Tochter des Mischkonzerns Fortive, der ehemals Teil der Danaher Corporation war. Zum Produktprogramm gehören sowohl Zapfsäulen und Messsysteme für Untergrundtanks als auch Kassensysteme.

## Geschichte
Im Jahr 1870 gründeten Charles Gilbert und John Barker die Gilbert & Barker Manufacturing Company in Springfield, Massachusetts. Am Anfang der Unternehmensgeschichte stand der Bau von Vergasungsanlagen für Rohbenzin, welches für den Betrieb damaliger Lampen verwendet wurde. Auf diesem Wege entwickelte sich Gilbert & Barker zu einem der größten Verkäufer von Erdölprodukten in den Vereinigten Staaten der damaligen Zeit. Bereits 1884 wurde die Gilbert & Barker Manufacturing Company durch die Pratt Manufacturing Company, eine Tochter der Standard Oil of New York (später Exxon), aufgekauft. Nach dem Verkauf seiner Anteile zog sich Gilbert im Alter von 41 Jahren aus dem Geschäftsleben zurück, während Barker weiterhin Leitungsaufgaben innerhalb des übernommenen Unternehmens wahrnahm. Erst 26 Jahre später, 1910, fertigte man die erste Kraftstoffpumpe, zu deren Fertigung man auch durch den Siegeszug des elektrischen Lichts genötigt wurde, welches die Bedeutung von Gasbeleuchtungsanlagen immer weiter verringerte. Durch die Kraftstoffpumpe konnte Benzin aus unterirdischen Vorratstanks in den Fahrzeugtank gepumpt werden. In den Jahren 1912 und 1965 wurde der Unternehmenssitz jeweils an einen anderen Standort verlegt. Ab 1912 wurden die Geschäfte von West Springfield, nahe dem ehemaligen Standort, aus geleitet, seit 1965 befindet sich der Hauptsitz im nordkarolinischen Greensboro. Ebenfalls 1965 wurde die Firma des Unternehmens zu „Gilbarco“ vereinfacht. Im Jahr 1987 kam es zur Übernahme Gilbarcos durch die britische General Electric Company. Seit einer Unternehmensakquisition 1997 war der deutsche Marktführer für Zapfsäulen, Tankanlagen Salzkotten aus dem westfälischen Salzkotten, Teil von Gilbarco. Nach einer weiteren Übernahme Gilbarcos durch Danaher 2002 vereinigte sich das Unternehmen mit der Danaher-Tochter Veeder-Root. Seit der Ausgründung der Maschinenbausparte des Danaher-Konzerns 2016 ist Gilbarco Veeder-Root Teil der Fortive Corporation.